# Sillfiske i Bohuslän
Sillfiske i Bohuslän, známý také pod názvem Sillfiske vid Västkusten, je švédský němý film z roku 1906. Producentem je N. E. Sterner. Film trvá zhruba 8 minut. Film se natáčel v lednu 1906 v Bohuslänu a premiéru měl 20. ledna 1906.

## Děj
Film zachycuje lov sleďů.